# 望月みさ
望月 みさ（もちづき みさ、1985年9月14日 - ）は、日本のファッションモデル・女優。旧名・長屋 光紗（ながや みさ）。
岐阜県出身。2010年夏よりプラチナムプロダクション所属。

## 概要

### 年譜
- 1985年（0歳） - 3兄妹の末っ子（兄が2人いる[2]）として岐阜県に生まれる。
- 2000年（14〜15歳） - 『ニコラ』第3回読者モデルオーディションでグランプリ受賞。『ニコラ』2001年1月号にて表紙を飾る。
- 2002年（16〜17歳） - 『ニコラ』卒業。
- 2006年（20〜21歳） - livedoor Blog上にて公式ブログ「望月みさ日和」開始[3]。
- 2007年（21〜22歳） - 芸能事務所アイント[4][5]を7月限りで離脱、8月からディスカバリー・エンターテインメント[1]に移籍[6]。
- 2008年（22〜23歳） - 公式ブログを「あっぱれ!もっちー大全集」としてアメブロに移転。
- 2009年（23〜24歳） - ディスカバリー・エンターテインメント離脱、実質休業状態に[7]。
- 2010年（24〜25歳） - プラチナムプロダクション所属として復帰[8]。公式ブログを「望月みさの『棚からぼたもっちー帳～ご笑味下さい～』」として再度アメブロに開設。
- 2014年（28〜29歳） - 10月22日に入籍[9]。
- 2015年（29〜30歳） - 4月19日に挙式を挙げる[2]。

### 来歴
2000年に女子小中学生向けファッション誌『ニコラ』の第3回読者モデルオーディションで小森裕佳とともにグランプリ受賞し、以後同誌のニコモとして主に活動。2001年1月号では清光りさとともに表紙モデルを務めた。2002年3月28日のイベントにて、同期の榎本亜弥子、蒼井優、篠原沙弥とともにニコラを卒業。
低予算のビデオ映画等への出演を経て、2000年代半ばより『めざましテレビ』をはじめとするテレビの情報番組・バラエティ番組等に多く出演した。愛犬は2007年8月生まれの「パピさん」。2009年5月末に当時の所属事務所・ディスカバリー・エンターテインメントを離脱し一時引退していたが、1年余りの休養期間を経て、2010年夏から所属事務所を変えて復帰している。

## 出演

### テレビドラマ
- ロング・ラブレター〜漂流教室〜（2002年、フジテレビ） - 深沢サエ役
- 不機嫌なジーン（2005年、フジテレビ）
- ぶちぬき（2005年5月25日、テレビ東京）
- 近代美少女美術館（2005年7月、CS日本）
- SunnySideUp（2005年7月、KBS京都） - 街田京子役
- 世にも奇妙な物語 ネカマな男（2005年10月4日、フジテレビ）- ミドリ役
- アキハバラ@DEEP（2006年6月19日 - 7月25日、TBS） - メイドみさ役

### テレビ
- めざましテレビ（2007年1月9日 - 9月24日、フジテレビ） - 「めざまし好奇心」コーナーレギュラー
- SANPO （テレビ東京）レポーター
- プレミアの巣窟（フジテレビ）（2007年10月 - 2008年3月） - プレミアンガールズ
- 生活達人⇒Sunday Cafe（TBS、- 2009年10月）
- ドライブ A GO!GO!「有馬温泉ドライブ」（テレビ東京、2008年4月27日）共演：小籔千豊、矢吹春奈[11]
- 銀幕会議2（フジテレビ）（2007年10月 - 2008年3月）
- 工藤公康のパ・リーグ最前線!（ひかりTV）（2011年4月 - ）-レギュラーMC

### その他
- 全日本少年フットサル大会-レギュラーMC

### 映画・ビデオ
- くノ一忍法伝シリーズ[12][13]
  - 魔物の館 〜女淫兄妹抄〜（2001年8月21日、エンゲル）
  - 華艶淫火 〜女淫血風抄〜（2002年4月26日、エンゲル）
- ニコラビデオ（2002年7月31日、エイベックス）
- 着信アリ2（2004年）
- 死づえ 〜噂霊〜（2005年11月12日） - 小川真里衣役
- ZENピクチャーズ作品
  - ヒロイン危機一髪!! 仮面ソルジャーMIYUKI（2005年12月23日[14][15]） - 本条みゆき役・主演
  - メイキングオブヒロイン危機一髪!! 仮面ソルジャーMIYUKI（2005年12月23日[16]） - 主演
  - 女神戦隊Vレンジャー（2006年11月10日[17]） -  - シルバービーナス役・主演級
- レアル・ザ・ムービー（スペイン語版）（2006年、スペイン）

### 舞台
- フレンズ（2003年12月29日 - 2004年1月5日）
- 森は生きている（2003年7月30日 - 8月3日）

### 雑誌
- ニコラ（2000年 - 2002年、新潮社） - ニコモ